# You and Me (canción de Lifehouse)
«You and Me» (en español: «Tú y yo») es una canción interpretada por la banda estadounidense de rock alternativo Lifehouse, Fue lanzado como el primer sencillo de su tercer álbum de estudio homónimo Lifehouse (2005). La canción fue escrita por el cantante Jason Wade y productor estadounidense Jude Cole. Fue grabado y producido por John Alagia en su estudio casero en Easton, Maryland. La canción fue lanzado por primera vez a través de descarga digital el 24 de enero de 2005. A continuación, se solicitó a la corriente principal de la radio el 15 de marzo de 2005. Una versión extendida de la boda de la canción y luego fue puesto en libertad el 26 de julio de 2005. Musicalmente, "You and Me" es una melódica pop rock canción que, según los estándares de hoy en día, cuenta con un notable alto énfasis en la acústica.

## Video musical
El vídeo comienza con una mujer que sale el taxi e ir a la estación de la unión de Los Ángeles. Un hombre sale de un coche y la sigue. Wade luego juega el primer verso y primer coro en el área de espera de la estación de la unión de Los Ángeles. A medida que la banda toca el segundo verso, se muestran jugando en la azotea con Iron Mountain claramente visible. Cuando el coro juega de nuevo, que se muestran en el techo con luces de los edificios de Los Ángeles en la noche. Cuando Wade canta el puente, que está en el tejado del Roosevelt Hotel en Hollywood Boulevard. El hombre y la mujer también se ven ejecutando en la zona de embarque de la estación de la unión de Los Ángeles. Más tarde se reúnen y se besan en una de las plataformas de embarque de la estación frente a un tren que luego comienza a moverse. El video termina con la banda de sentarse en la sala de espera.

## Listado de canciones
| N.º | Título          | Escritor(es)          | Productor(es) | Duración |  |
| 1.  | «You and Me»    | Jason Wade, Jude Cole | John Alagia   | 3:15     |  |
| 2.  | «Butterfly»     | Wade                  | Wade          | 3:54     |  |
| 3.  | «Ordinary Pain» | Wade, Stuart Mathis   | Mathis        | 3:12     |  |

## Aparición en televisión
El 20 de abril de 2005, Lifehouse hizo una aparición en el Smallville en el episodio "Espíritu" y cantó "You and Me", entre otras canciones. También apareció en el episodio 4400 de "Life Interrupted" el 17 de julio de 2005. Varios meses después, "You and Me", también hizo una aparición en la Anatomía de Grey episodios "Mucho Too Much", que se estrenó el 27 de noviembre de 2005. La canción apareció en el Everwood episodio "Getting to Know You "el 8 de diciembre de 2005 y en el Cold Case episodio" One Night "el 19 de marzo de 2006. El 13 de mayo de 2007, la canción apareció en el episodio piloto de Gavin & Stacey. También apareció en la serie de Boston Legal en el episodio 6 de la segunda temporada

## Posicionamiento
| Listas (2005–2006)                  | Posición |
| ----------------------------------- | -------- |
| Australia (ARIA)                    | 30       |
| Nueva Zelanda (Recorded Music NZ)   | 39       |
| Estados Unidos (Billboard Hot 100)  | 5        |
| Estados Unidos (Adult Contemporary) | 1        |
| Estados Unidos (Adult Top 40)       | 1        |
| Estados Unidos (Mainstream Top 40)  | 4        |